# Der Urwaldbote
Der Urwaldbote war eine  Zeitung in Blumenau in Brasilien von 1893 bis 1941. Sie gehörte zu den verbreitetsten deutschsprachigen Zeitungen in Brasilien. 

## Geschichte
Seit Juni 1893 wurde Der Urwaldbote von der  Evangelischen Pastoralkonferenz von Santa Catharina als Wochenzeitung herausgegeben.
Der erste verantwortliche Redakteur war Pastor Faulhaber.
1898 übernahm Eugen Fouquet die Leitung, seit 1899 war die Zeitung formal unabhängig. 
Seit dieser Zeit vertrat der Urwaldbote entschlossene Positionen für die Interessen der deutschen Bewohner in der Region Santa Catarina, häufig in polemischer Form. Er äußerte  seine Ansichten und  Forderungen auch zu vielen regionalpolitischen Angelegenheiten, was öfter zu entsprechenden Reaktionen durch offizielle Verantwortliche und portugiesischsprachige Zeitungen führte.
Von 1917 bis 1919 erschien die Zeitung mit einem portugiesischen Titel. Auch in den folgenden Jahren vertrat Der Urwaldbote radikale deutschnationale Ansichten mit antisemitischen Tendenzen. Nach dem Tod von Eugen Fouquet 1927 näherte sich die Zeitung weiter der nationalsozialistischen Bewegung  in Brasilien an, blieb aber auch nach 1933 formal unabhängig. 1931 und 1934 hatte sie etwa 6000 verkaufte Exemplare, darunter 150 Abonnenten in Deutschland, und war damit eine der auflagenstärksten deutschsprachigen Zeitungen in Brasilien. '
1941 wurde das Erscheinen eingestellt.
Eine Redakteurin war Maria Kahle (1914–um 1919).